# Nonada - Jornalismo Cultural
O Nonada (anteriormente denominado Nonada - Jornalismo Travessia) é um veículo de jornalismo independente que entende a cultura para além da produção artística. Em atividade desde 2010 em Porto Alegre, Rio Grande do Sul, a empresa entende que é papel do jornalismo ecoar as múltiplas vozes que formam a cultura, com enfoque em pautas sobre processos culturais, políticas culturais, urbanismo e memória, diversidade e direitos humanos. Em 2019, fundou o Observatório de Censura à Arte, que mapeia casos de censura recentes no Brasil. Ao longo de sua história, já recebeu prêmios e reconhecimentos como o Prêmio Agente Jovem da Cultura – MinC (2012), o Edital Sesc Cultura Convida – projeto Cartografias da Censura à Arte (2020) e o Edital Criação e Formação – Fundação Marcopolo e Sedac/RS – projeto Revista Nonada, sobre viver de cultura (2021).

## Linha editorial
Cultura ou travessia. Guimarães Rosa não viveu tempo suficiente para criar uma palavra que matasse a charada. O Nonada – Jornalismo Cultural tenta ser uma espécie de resposta para essa dúvida. Travessia é, antes de tudo, amadurecimento. Trata-se de um caminho que precisa ser superado para fornecer sentido a uma existência. Nós acreditamos que o jornalismo cultural precisa amadurecer para vencer os obstáculos que os cercam. E talvez o principal deles seja lidar com as suas diferenças de concepções.
Uma dicotomia fundada por intelectuais alemães no século XVIII entre os termos Zivilization e Kultur ainda pode ser utilizada para expressar a oposição entre jornalismo versus jornalismo cultural. Mesmo que todo o jornal impresso diário seja um conjunto de elementos simbólicos, a maior parte dele trata de aspectos materiais e econômicos próximos à noção de civilização. Já o jornalismo cultural poderia se aproximar da noção de cultura ao expressar ideias, valores e as formas de expressão artísticas de determinados grupos sociais. O problema é que devido a todo um processo contemporâneo de comercialização e a criação da ideia do bem cultural – observada na grande proliferação de prestação de serviços por meio de cadernos culturais – o jornalismo cultural se vê mais próximo da noção de Zivilization.
O Nonada entende essa dicotomia intrínseca ao jornalismo que cobre a cultura e pretende aprender e refletir sobre isso. Por que delimitar a cultura quando ela é viva, pulsante e em constante transformação? Quando ela é plural? Aprendemos ao longo desses anos que a diversidade e a profundidade nos assuntos são essenciais para continuarmos existindo: aprendemos sim na prática e em conjunto, a partir das diversidades de visões das pessoas que compõem a equipe. E isso demorou tempo e muita reflexão. 
Formada por jornalistas, a equipe continua aprendendo e descobrindo novas formas de cultura. Cultura popular, cultura LGBTQIA+, cultura feminista, cultura quilombola. O Brasil é esse mosaico infinito de expressões, e é isso que buscamos conhecer cada vez mais e representar em nossas matérias. Cultura para além do sinônimo estrito de obra artística. Cultura como o conjunto de elementos que representam as mais variadas formas de viver.

## História
O Nonada surgiu em 2010 dentro da faculdade de Comunicação da Universidade Federal do Rio Grande do Sul (UFRGS) e ao longo dos anos, passou a integrar o jornalismo profissional. Ao longo de 10 anos, se aprofundou na intersecção entre cultura e direitos humanos, alcançando prêmios e reconhecimentos como o Prêmio Ari de Jornalismo e a inclusão no mapa do Jornalismo Independente. . Além do jornalismo, também promove eventos culturais na cidade de Porto Alegre, como saraus e sessões de cinema.  O veículo também realiza cursos com foco em jornalismo, escrita criativa e cultura, em espaços como o Santander Cultural.
Na área do jornalismo, o Nonada vem estreitando o laço com outros veículos e participando de redes. Em 2020, foi selecionado para o programa Diversidade nas Redações, da Énois Conteúdo, com financiamento do Google Initiative. Em 2021, publicou, com os veículos participantes do programa, uma reportagem na Folha de S. Paulo sobre cotas no funcionalismo público. No mesmo, ano, foi um dos veículos selecionados para um curso pela Fundación Gabo.
Em 2020, o Nonada lança sua primeira revista impressa na área do jornalismo cultural, em uma edição especial distribuída gratuitamente em Porto Alegre e região.
Lista de prêmios e reconhecimentos:
- Prêmio Agente Jovem da Cultura – MinC (2012)*
- Prêmio Ari de Jornalismo – menção honrosa (2016)
- Prêmio Ages Amigo da Escrita categoria imprensa – finalista (2018)
- Edital Sesc Cultura Convida – projeto Cartografias da Censura à Arte (2020)*
- Prêmio Trajetórias Culturais LAB POA – categoria Livro e Literatura (2020)*
- Prêmio Trajetórias Culturais LAB POA – categoria Memória e Patrimônio (2020)*
- Edital Criação e Formação – Fundação Marcopolo e Sedac/RS – projeto Revista Nonada, sobre viver de cultura (2021)

*Prêmios direcionados a pessoa física e recebidos pelos editores do Nonada

## Observatório de Censura à Arte
O Observatório de Censura à Arte é um projeto de cunho jornalístico criado pelo Nonada e voltado a mapear os casos de censura às expressões artísticas no Brasil desde o episódio do Queermuseu, escolhido como marco devido à repercussão emblemática. Entre as principais conclusões do relatório, que é atualizado mensalmente conforme novos casos são apurados, está a presença de obras e/ou artistas de todas as regiões de país entre as vítimas de censura. Em comum, as obras censuradas têm como temáticas a nudez, questões feministas, antirracistas e relativas à comunidade LGBT, além de críticas ao presidente Jair Bolsonaro. Só em 2019, o Observatório de Censura à Arte registrou pelo menos 23 denúncias de cerceamento da liberdade artística no país. Parte considerável delas envolvia a temática LGBTI+.
O Observatório considera como censura obras que “visam alterar, modificar, silenciar e interditar manifestações de produção simbólica”, segundo os critérios da professora da USP.  Maria Cristina Castilho Costa. A iniciativa segue preceitos jornalísticos de apuração e checagem para a catalogação e continua recebendo denúncias.